# Miss Scozia

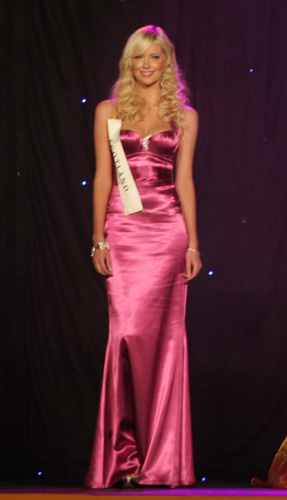
Stephanie Willemse, Miss Scozia 2008.

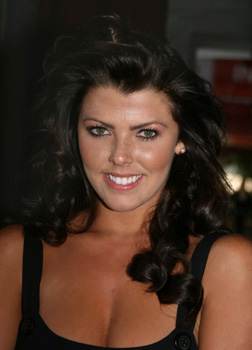
Nieve Jennings, Miss Scozia 2007.

Miss Scozia (Miss Scotland) è un concorso di bellezza femminile che si tiene annualmente in Scozia dal 1999. Le partecipanti devono avere un'età compresa fra i 18 ed i 24 anni e devono essere dotate di passaporto britannico.
La vincitrice del concorso Miss Scozia, insieme alle vincitrici dei concorsi di Miss Irlanda del nord, Miss Inghilterra e Miss Galles, può prendere parte a Miss Mondo. Fra le quattro rappresentanti a Miss Mondo, colei che ottiene il miglior piazzamento viene presentata col titolo e la corona di Miss Regno Unito, e potrà prendere parte a Miss International.

## Albo d'oro
| Anno | Vincitrice         | Località             |
| ---- | ------------------ | -------------------- |
| 1999 | Stephanie Norrie   | Cumbernauld          |
| 2000 | Michelle Watson    | Motherwell           |
| 2001 | Juliet-Jane Horne  | Aberdeen             |
| 2002 | Paula Murphy       | Stirling             |
| 2003 | Nicola Jolly       | Aberdeen             |
| 2004 | Lois Weatherup     | Linlithgow           |
| 2005 | Aisling Friel      | Glasgow              |
| 2006 | Nicola McLean      | Ellon, Aberdeenshire |
| 2007 | Nieve Jennings     | Bishopbriggs         |
| 2008 | Stephanie Willemse | Glasgow              |
| 2009 | Katharine Brown    | Dunblane             |
| 2010 | Nicola Mimnagh     | Kilbarchan           |
| 2011 | Jennifer Reoch     | Glasgow              |
| 2012 | Nicole Treacy      | Paisley              |
| 2013 | Jamey Bowers       | Leith, Edimburgo     |